# Mary Anne Cosgrave
Mère Patrick Mary Anne Cosgrave (22 mai 1863 - 31 juillet 1900) est une religieuse irlandaise dominicaine, infirmière pionnière en Rhodésie, éducatrice et prieure.

## Jeunesse
Mary Anne Cosgrave est née à Summerhill dans le comté de Meath le 22 mai 1863. Elle est l'une des quatre frères et sœurs survivants parmi deux fils et deux filles. Son père, James Cosgrave, fait partie de la Royal Irish Constabulary et vient de Ballysilla, près d'Oulart Hill dans le comté de Wexford. Sa mère est Mary (née Rochfort). Ses deux parents meurent de tuberculose, son père en novembre 1869 et sa mère en 1870. Ses frères trouvent un emploi au Dublin & Wexford Railway, le frère aîné contractant également la tuberculose. L'autre frère émigre ensuite aux États-Unis, où l'on pense qu'il meurt lui aussi de la tuberculose. Cosgrave et sa sœur vont vivre chez un parent, John Cosgrave de Ballinvary, Davidstown, Enniscorthy dans la comté de Wexford.
Elle fait ses études au couvent de Loreto, Enniscorthy, en partant à l'âge de 15 ans. Cosgrave rencontre l'évêque James David Ricards, vicaire apostolique des districts de l'est de la colonie du Cap, lors de sa visite à Wexford en 1880 à la recherche de recrues au couvent dominicain de King William's Town. Inspirée par son appel, Cosgrave se rend à King William's Town pour entrer dans l'ordre à 16 ans en arrivant le 19 janvier 1881, prenant finalement le nom de sœur Patrick. Là, elle enseigne à l'école du couvent, ainsi qu'à East London et Potchefstroom,.

## Carrière
Cosgrave répond à un appel du supérieur de la mission jésuite du Zambèze, le père A. Daignault, en 1889 pour se porter volontaire pour aider à établir une ambulance et un service hospitalier pour la colonne des pionniers de la British South Africa Company qui doit occuper le Mashonaland. Nommée mère supérieure de cinq sœurs, le groupe de religieuses reste à Macloutsie à l'hôpital de base. Elle se lie d'amitié avec le colonel Edward Pennefather, le commandant de la colonne, qui est également originaire du comté de Wexford. Les sœurs se rendent à Fort Salisbury dans le Mashonaland en juillet 1891 avec le major Arthur Glyn Leonard. Devenu ami avec Leonard malgré leurs divergences politiques, celui-ci décrit Cosgrave ainsi : « C'est une jeune femme irlandaise avec une jolie rogue, et un visage qui est doux au-delà de toute mesure - non pas avec la beauté de la fleur qui s'estompe, mais avec la beauté d'une expression pure et noble qui est immortelle, quoique parfois teintée d'une nuance de tristesse. »
Une fois à Salisbury, Cosgrave organise le premier hôpital, qui est situé dans une série de huttes et de tentes en herbe avant qu'un hôpital ne soit spécialement construit en 1895. Elle devient connue pour traiter tout le monde de manière égale et pour sa bonne humeur, et pour danser la gigue irlandaise pour divertir et rassembler ses patients. Elle ouvre le couvent de Salisbury en octobre 1892, qui abrite la première école pour Européens et éduque entre autres l'écrivaine Doris Lessing. Après l'occupation de Matabeleland en 1894, elle établit un hôpital et le Collège St George pour garçons à Bulawayo,,.
Pendant les soulèvements africains dans le Matabeleland et le Mashonaland en 1896, Cosgrave accompagne les colonnes de secours à Gwelo pour organiser un hôpital d'urgence, et reçoit plus tard la médaille de campagne de la British South Africa Company. En 1898, les dominicains rhodésiens se séparent de la maison mère de King William's Town et deviennent une communauté indépendante. Cosgrave visite l'Angleterre en juin 1898 pour recruter des postulants. Au cours de ce voyage, elle est investie de la croix rouge royale. De retour en Rhodésie du Sud, elle est élue prieure de l'ordre dominicain,.

## Mort et héritage
Cosgrave meurt à l'hôpital qu'elle avait fondé le 31 juillet 1900 de tuberculose. Ses funérailles sont les plus grandes funérailles européennes à avoir eu lieu sur le territoire à l'époque, et elle est enterrée dans la section des pionniers du cimetière de Salisbury. Après sa mort, Sir Charles Coghlan conduit un pèlerinage annuel sur sa tombe le jour de la St Patrick. Sa tombe est marquée par une croix celtique en granit de sept pieds de haut conçue par Hugh J. Scott et dévoilée par Sir Marshal Clarke le 17 mars 1903. Le bâtiment hospitalier d'origine qu'elle a fondé, une cabane préfabriquée, est maintenant un musée qui lui est dédié. Cosgrave est présente dans une série de timbres représentant des pionniers de la Rhodésie dans les années 1970,,.